# Orián Suárez Herrera
Orián Suárez Herrera (La Habana, 21 de marzo de 1987) es un actor cubano, conocido por su papel protagónico en la serie colombiana La esclava Blanca donde obtuvo dos nominaciones a los premios Tu Mundo como actor favorito y pareja perfecta.

## Reseña biográfica

### Primeros años
Comienza su carrera en el grupo de teatro aficionado Olga Alonso del profesor cubano Humberto Rodríguez en el 2006 hasta el 2010 donde recibió clases de actuación, voz y dicción, expresión corporal e historia de teatro cubano y universal, actuando en centros penitenciarios, unidades militares y en comunidades de la ciudad, en este periodo interpretó diversos personajes en las obras del repertorio del grupo obteniendo buenas calificaciones y resultados en el mismo.
En el 2009 que trabajó como extra en filme cubano titulado Ay mi amor del director Tomas Piard, posteriormente trabajó en los telefilmes El más Fuerte y La noche del juicio, en el 2011 debuta en el cine cubano con su primer protagónico en el filme Irremediablemente Juntos del director Jorge Luis Sánchez, luego protagoniza el filme de acción futurista Los desastres de la Guerra de Tomas Piard, después actuó en la película cubana La Emboscada del director Alejandro Gil. Tuvo una participación en la teleserie rusa El Oro del Gloria, en el corto cubano –alemán 5ta Avenida y en el filme cubano-canadiense Papa Heminguey.

### Debut internacional
En el 2015 debuta internacionalmente como protagonista de la novela colombiana La esclava blanca de Caracol Televisión. En año 2016 es nominado para los premios Tu Mundo del canal Telemundo como actor favorito y pareja perfecta, también recibe la nominación de revelación del año en los premios Rumores 2017, nominado a actor favorito de serie y de telenovela en los premios chip tv 2017.

## Filmografía
| Año  | Título                          | Personaje   |
| ---- | ------------------------------- | ----------- |
| 2012 | Irremediablemente Juntos        | Alexander   |
| 2015 | La emboscada                    | Oriente     |
| 2015 | Papa                            | Juan        |
| 2016 | La esclava blanca               | Miguel      |
| 2018 | Antes de la Fiesta              | Junior      |
| 2021 | Enfermeras                      |             |
| 2022 | Hasta que la plata nos separe   | Dr. Diaz    |
| 2022 | Leandro Díaz                    |             |
| 2023 | Ventino: el precio de la gloria | Dr. Gabriel |

## Premios
| Año  | Premios         | Categoría                |
| ---- | --------------- | ------------------------ |
| 2016 | Tu Mundo        | Actor Favorito           |
| 2016 | Tu Mundo        | Pareja Favorita          |
| 2017 | Premios Chip TV | Actor Favorito de Serie  |
| 2017 | Premios Chip TV | Actor Favorito de Novela |
| 2017 | Rumores         | Revelación del Año       |